# 三矢新太郎
三矢 新太郎（みつや しんたろう、生没年不詳）は、明治、大正期に魚屋を営んでいた人物。早稲田大学野球部の熱狂的なファンとして知られ、スポーツ雑誌に記事が載ることもあった。

## 人物
生年、経歴など不明。東京市牛込区（現・東京都新宿区）早稲田鶴巻町の魚屋であったが、熱狂的な早大野球部ファンであり、試合があれば欠かさず応援に行っていた。そのうちにいつしか、周囲から「魚屋の新公」「魚新」などの通称で呼ばれ、『運動世界』など当時のスポーツ雑誌に記事や写真が載るほどまでに有名になった。1910年（明治43年）、来日したウィスコンシン大学と早稲田との試合があった際には、「肴屋の審判評」という談話が『運動世界』に掲載されてさえいる。また、野球雑誌『FAN』に、「魚新君に苦言す」という同業者からの批判投書が掲載されたこともあった。
その後、野球部に出入りしているうちに庭球部も手伝うようになり、その経験からテニスコート職人に転業した。飛田穂洲の『飛田穂洲選集』の中には、「大正9年ごろまで野球部に出入りし、試合の度に世話を焼いていたが、コート職人の仕事が忙しくなり姿を見せなくなった」「しかし、早稲田がある試合に勝ったとき三矢から贈り物が届き、やはり彼は野球のことを忘れてはいないのだ、とうれしい気持ちがした」という内容の記述があり、これが三矢の文献に登場する最後の姿となる。これ以降の消息は不明である。